# Triomfboog van Kattenburg
De Triomfboog van Kattenburg (Engels: Kattenburger Triumphal Arch) is een artistiek kunstwerk in Amsterdam-Centrum.
De triomfboog is verwerkt in een onderdoorgang in een flatgebouw aan de Kattenburgerstraat naar de Kattenburgerkruisstraat. Het kunstwerk is geplaatst op de zes pijlers in die onderdoorgang en bestaat uit twaalf delen. Kunstenaars David Smithson en Kristina Leko maakten het in de periode 2007 tot 2010 in overleg met de buurtbewoners. Het vertelt in afgedrukte teksten de verhalen van, en soms over, de buurtbewoners. Er is gebruik gemaakt van keramische tegels. De kunstenaars lieten zich inspireren door de sterke sociale cohesie binnen de buurt, die onder meer tot uiting kwam tijdens een langdurig geschil over de hoogte van te betalen huur voor de uit 1976 stammende woningen. Die huurstrijd is daarom terug te vinden op een van de pilaren.
De afbeeldingen van de teksten lijken op handgeschreven pamfletten of brieven.

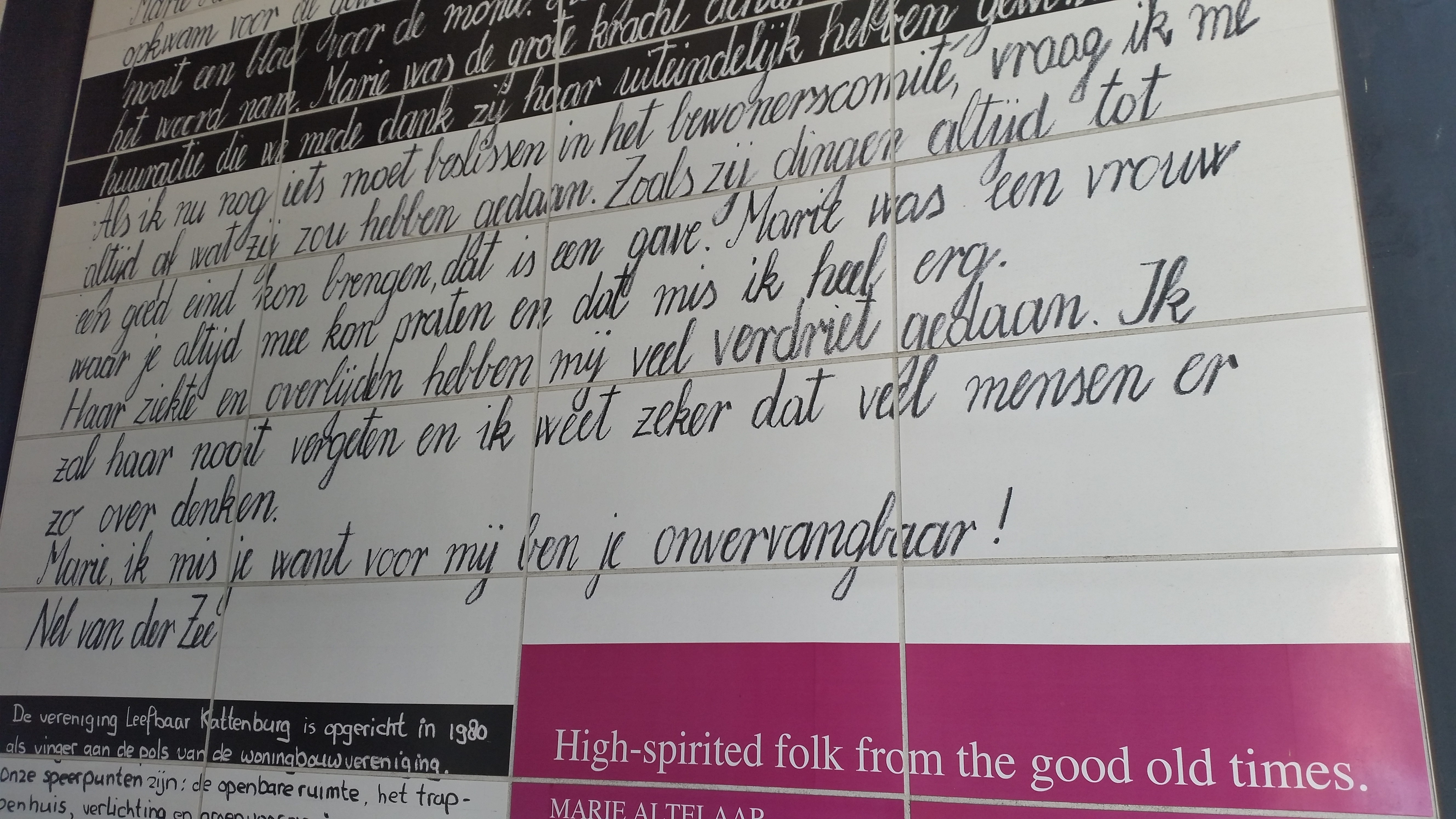
Eerbetoon aan Marie Altelaar (september 2019)